# Dispersion des nanoparticules
La dispersion de particules est le rapport entre le nombre d'atomes de surface et le nombre total d'atomes. C'est un nombre sans unité, souvent exprimé en %. Lorsque les particules deviennent suffisamment petites (nanoparticules), ce nombre n'est plus négligeable. 
Ce concept a une importance considérable en catalyse hétérogène (catalyse par des particules solides), où seule compte la quantité d'atomes de surface disponible pour catalyser la réaction. Comme les catalyseurs sont souvent des matériaux coûteux (métaux précieux par exemple), optimiser la dispersion (via la taille moyenne et la distribution de taille des particules) peut avoir des conséquences importantes sur la viabilité d'un procédé ou d'un catalyseur.
Il est courant de calculer la relation entre dispersion et taille de particule en faisant l'approximation que les particules sont sphériques.